# جومبنگ
جومبنگ (اندونزیایی: Jombang) شهری در استان جاوه شرقی کشور اندونزی است. جمعیت این شهر بر اساس سرشماری سال ۱۹۹۰ میلادی، ۹۲٫۶۰۷ نفر و بر اساس سرشماری سال ۲۰۰۰ میلادی، ۱۱۵٫۰۰۷ بوده که در سال ۲۰۰۷ میلادی به ۱۳۱٫۱۵۵ نفر افزایش یافته‌است.